# Ester Göthson
Ester Viktoria Göthson, född Claesson den 1 maj 1882 i Björksta församling, Västmanland, död den 18 februari 1966 på Höstsol i Täby, var en svensk skådespelare. Hon var gift med skådespelaren Manne Göthson.
Ester Göthson är begravd på Skogskyrkogården i Stockholm.

## Filmografi
- 1916 – Bengts nya kärlek eller Var är barnet?

## Teater

### Roller
| År   | Roll                          | Produktion                          | Regi            | Teater                   |
| ---- | ----------------------------- | ----------------------------------- | --------------- | ------------------------ |
| 1913 | Andra skådespelerskan         | Simpson och Delila Sven Lange       | Emil Grandinson | Intima teatern           |
| 1921 |                               | Flickan från bakgatan Anders Asping |                 | Nils Funkqvists sällskap |
| 1922 | Charlotte Fru Pauline Degener | Royal Suédois Ejnar Smith           | Olof Hillberg   | Olof Hillbergs sällskap  |